# Berndt Bosseljon

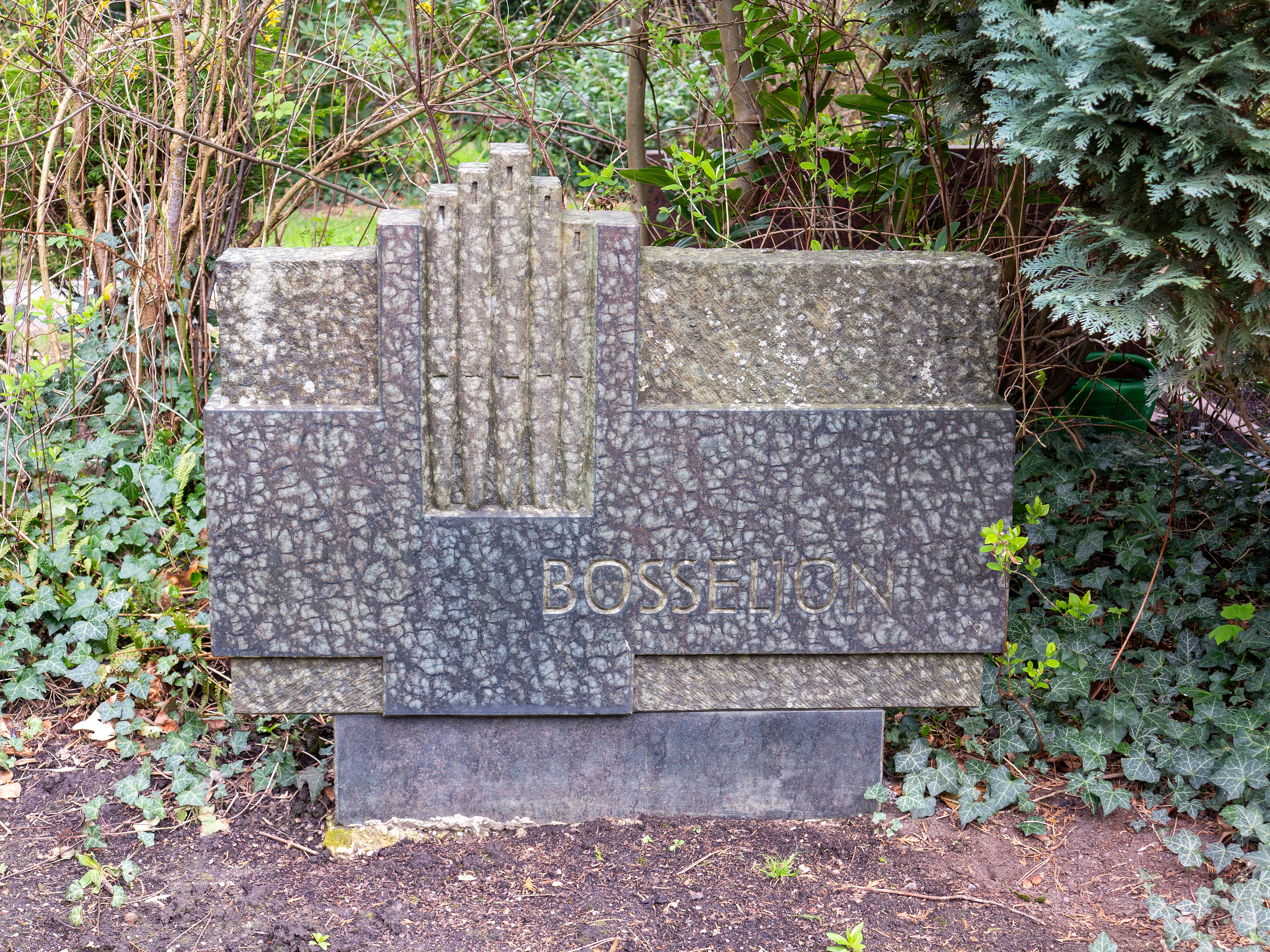
Grabstein Berndt Bosseljon (Hauptfriedhof Krefeld)

Berndt Bosseljon (eigentlich Anton Heinrich Bernhard Bosseljon - * 2. August 1893 in Krefeld; † 23. September 1977 ebenda) war ein Krefeld-Forstwalder Maler, Dichter und Komponist.

## Leben und Werk
Berndt wurde als Sohn des Schuhmachermeisters Anton Bosseljon und seiner Ehefrau Anna Christina, geb. Bohs geboren, zwei Geschwister (Gertrud und Wilhelm) sind bekannt. Nach dem Besuch der Volksschule brach er das humanistische Gymnasium nach der mittleren Reife (1910) mit dem Entschluss ab, einen künstlerischen Beruf einzuschlagen. Nach erstem Instrumentalunterricht in St. Stephan besuchte er die kircheneigene Musikschule St. Gregoriushaus in Aachen, wo er als nicht hinreichend begabt vorzeitig entlassen wurde. Ab 1912 besuchte er das städtische Konservatorium in Krefeld, welches er am 10. Oktober 1915 als Musiklehrer abschloss. Nach einem Volontariat als Kapellmeister am Stadttheater Krefeld (1914/15) wurde Berndt zum Wehrdienst eingezogen.
Danach folgten unterschiedliche Engagemente (Kapellmeister in Neiße/Oberschlesien, Klavierlehrer am Krefelder Konservatorium und an der Musikschule Düren, Direktor des Konservatoriums in Heilbronn). 1923 lebte Berndt in Berlin, erwerbslos, unterstützt von seinen Eltern. Hier erfolgen erste Kontakte zu den Expressionisten Conrad Felixmüller, Carl Sternheim und zum Hindemith-Kreis. Später wohnt er wochenweise in Wien, schreibt Gedichte und findet seine endgültige Bestimmung zum Komponisten.
Nach einer kurzen Tätigkeit als Kinokapellmeister der Ufa AG in Dortmund war Berndt wieder lang erwerbslos und lebte u. a. von privaten Klavierunterricht. Nachdem er sich weigerte, der NSDAP beizutreten, hatte er Schwierigkeiten, beruflich Fuß zu fassen. Nach weiteren kurzen Engagements im Mitteldeutschland erlangt er eine Anstellung als Chordirektor in seiner Heimatstadt Krefeld. Da das Stadttheater aber am 22. Juni 1943 durch einen Luftangriff zerstört wurde, musste Berndt wieder unterschiedliche Angebote außerhalb von Krefeld annehmen. Berndt wurde 1944 zur Wehrmacht eingezogen, aber kurz nach Kriegsende wieder aus der Gefangenschaft entlassen.
Nach einem kurzen Engagement in Aschersleben floh Berndt (mit seiner Ehefrau Anne, geb. Röhrig) in seine niederrheinische Heimat, lebte die folgenden 30 Jahre von Mitteln des Sozialamtes. Von der Mitte der 1950er Jahre wohnte er im Forstwald im Kreis seiner Freunde der Künstlergruppe 45 Krefeld. Berndt verstarb am 23. September 1977, sein Grab ist auf dem Hauptfriedhof Krefeld, Feld 18, Nr. 233–235 zu finden. Sein musikalischer Nachlass wird im Stadtarchiv Krefeld bewahrt.